# Bai Zhuoxuan
Bai Zhuoxuan (chino:白卓璇; nació el 16 de noviembre de 2002) es una jugadora de tenis china.
Hizo su debut en el cuadro principal del WTA Tour en el Torneo de Estrasburgo 2023 en el cuadro invidual como lucky loser.
Hizo su debut en un Grand Slam en el Campeonato de Wimbledon 2023 luego de pasar la clasificación.